# Ida von Battenberg
Ida von Battenberg (* im 13. Jahrhundert; † im 14. Jahrhundert) war eine Tochter des Grafen Widekind II. von Battenberg und dessen Gemahlin Elisabeth geb. von Weilnau.

## Leben
Ida wuchs zusammen mit ihren Geschwistern Hermann II., Margarethe (Nonne im Kloster Georgenberg) und Elisabeth († 1330, ⚭ Walter von Lißberg) auf.
Sie heiratete Heinrich von Waldeck (1297–1331), der aus einem Hunsrücker Ministerialengeschlecht stammte. Aus der Ehe stammten die Söhne Heinrich (1330–1361) und Johann (1330–1360).
Idas Ehemann gehörte zu den Ganerben der Burg Waldeck im vorderen Hunsrück. Das Paar bewohnte mit seinen zwei Söhnen gemeinsam mit den Familien von Waldeck gen. von Schönburg und von Waldeck gen. von Wiltz die Nieder- bzw. Unterburg der Burganlage. 
1296 verzichtete Ida auf alle Ansprüche, die durch den Verkauf der Kellerburg und dem zugehörigen Rest der Grafschaft Battenberg durch ihren Bruder Hermann II., dem letzten Grafen von Battenberg, an Kurmainz entstanden waren.
Ihre Söhne waren am Friedensschluss mit den Trierer Erzbischöfen im Jahre 1336, der nach der Eltzer Fehde zustande kam, als Betroffene beteiligt. Nach dem Friedensschluss nannten sie sich anstatt von Waldeck nun von Battenberg. Beide hatten offenbar keine legitimen Nachkommen, so dass das Geschlecht im Mannesstamme ausstarb.